# Метелев (хутор)
Метелев — хутор в Азовском районе Ростовской области.
Входит в состав Кугейского сельского поселения.

## География
Расположен в 50 км (по дорогам) юго-западнее районного центра — города Азова.
На хуторе имеются две улицы: 50 лет Победы и Мичурина.

## История
В промежуток времени с 1888 по 1895 год южнее Павло-Очаковки  возник хутор Метелев(46°52′56″ с. ш. 39°04′22″ в. д.).
Сегодня известно, что за свою деятельность Метелеву Николаю Савельевичу было пожаловано дворянство, и о том, что он был попечителем Азовской мужской гимназии!
В 1903 и 1907 годы  жители Павло-Очаково через Крестьянский банк взяли ссуду на землю у землевладельца Николая Метелева (на 55 лет). Название хутора объясняется тем, что его основал один из крестьян переселившихся на землю арендованную у помещика Метелева Николая Савельевича. В 1914 года были мобилизованы многие трудоспособные жители и урожай было собирать практически некому - соответственно нечем было платить банку. Тогда жители села,  связанные круговою порукою, составили ходатайство в Крестьянский банк: "в связи с лишением рабочих рук, слабый урожай 1913 года и эпидемии сибирской язвы у скота (25 штук погибло) просьба дать отсрочку выплаты до урожая 1915 года."В 1916 году жители села погашают ссуду в банк и возрождают хутор. В 1916 году начинается переселение из соседних хуторов и расселение по Чепрасовской балке. В хутор Метелёв в основном переселяются люди из села Александровка и Краснодарского края.
С 1929 до 1946 года центральная усадьба совхоза была расположена в хуторе Метелёв, там же и находилась начальная школа.
В 1946 году главная контора и начальная школа были переведены на 1-е отделение. Теперь эта школа насчитывала 4 класса. Открыта изба-читальня.

## Население
| 1989 | 2002 | 2010 |
| ---- | ---- | ---- |
| 131  | ↗153 | ↘150 |

По данным переписи 1926 года по Северо-Кавказскому краю, в населённом пункте числилось 35 хозяйств и 217 жителей (112 мужчин и 105 женщин), из которых украинцы — 100 % или 217 чел.